# جاكي كوبر (متزحلقة حرة)
جاكي كوبر (بالإنجليزية: Jacqui Cooper)‏ هي متزحلقة حرة أسترالية، ولدت في 6 يناير 1973 في ملبورن في أستراليا.

## وصلات خارجية
- الموقع الرسمي
- جاكي كوبر على موقع الاتحاد الدولي للتزلج (التزلج الحر) (الإنجليزية)
- جاكي كوبر على موقع أوليمبيديا (الإنجليزية)
- جاكي كوبر على موقع اللجنة الأولمبية الأسترالية (الإنجليزية)